# Atta Palmstierna
Ingrid Margaretha (Atta) Palmstierna, född 23 juli 1938 i Göteborg, är en svensk målare, grafiker och tecknare.
Hon är dotter till majoren friherre Carl-Otto Henrik Palmstierna och Ingrid Tecla Lucia Forsberg samt brorsdotter till Brita Palmstierna-von Post. Hon studerade vid Georgij Fetcós målarskola i Stockholm och deltog i skolans studieresor till Grekland. Därefter studerade hon grafik för Petrucci i Rom. Hon medverkade i Liljevalchs Stockholmssalong 1960 och har därefter medverkat i ett antal grupp- och samlingsutställningar. Hennes konst består av figurer, porträtt, stilleben och landskap utförda i akvarell, olja eller som etsningar i trä- eller linoleumsnitt.